# インテリジェント・ホエール
| 艦歴     | 艦歴               |
| -------- | ------------------ |
| 発注:    |                    |
| 起工:    | 1863年             |
| 進水:    |                    |
| 就役:    |                    |
| 退役:    |                    |
| その後:  | 博物館で展示       |
| 除籍:    |                    |
| 性能諸元 |                    |
| 排水量:  | 4,000 lbs          |
| 全長:    | 28 ft 8 in         |
| 全幅:    | 7 ft               |
| 吃水:    | 9 ft               |
| 機関:    |                    |
| 最大速:  | 4ノット            |
| 兵員:    | 士官、兵員6 - 13名 |
| 兵装:    |                    |

インテリジェント・ホエール(Intelligent Whale)は、アメリカの潜水艦。1863年にスコーヴェル・S・メリアムが設計し、オーガスタス・プライスとコーネリアス・S・ブッシュネルの手によって製作された。1864年にアメリカン・サブマリン社が創設され、ブッシュネルとプライスの権利を買収したが、その後艦の所有権が長く争われた。法廷での判決後、艦は1869年10月29日に海軍省に売却された。1872年9月に最初の公試が行われたが失敗に終わり、海軍省は残りの代金の支払いを拒絶し、計画は放棄された。
インテリジェント・ホエールは注水コンパートメントへ注水することで潜水し、ポンプと圧縮空気で排水した。潜行時間は約10時間と推測された。13名の乗員が乗り組むことができたが、艦の運用には最低6名が必要であった。潜水艦のパイオニアであるジョン・ホーランドによって報告された唯一の公試は、スウィーニー将軍と他2名によって行われた。艦は16フィートの深さに沈み、潜水服を着たスウィーニーは艦底の穴を通って艦の外に出、艦の下に弾薬を設置後、再び艦の中に入った。砲弾は牽引索によって爆発し、船底に塗られた摩擦プライマーが弾薬に付着した。
2007年6月現在、インテリジェント・ホエールはニュージャージー州民兵軍事博物館に展示されている。